# Nauders
Nauders (romanche : Danuder) est une ville autrichienne du District de Landeck, dans le land du Tyrol. Elle est située à l'ouest du pays, à proximité des frontières avec l'Italie et la Suisse, à une altitude de 1 394 m. La majeure partie des habitants de Nauders vit de l'agriculture et – surtout en hiver, mais aussi en été – du tourisme.

## Géographie
Nauders s'étend dans la vallée du Stillebach, un affluent de l'Inn, entre le col de Finstermünz au nord et le col de Resia au sud, qui donne accès, côté italien, au Val Venosta. La borne dite « Dreiländergrenzstein » (2 180 m d’altitude), située sur le territoire de la commune, marque l'endroit où se rencontrent les frontières de l'Autriche, de la Suisse et de l'Italie. Les versants de la vallée gardent les traces d'une multitude de terrasses, qui témoignent d'une longue histoire agricole.

## Histoire
Jusqu’au  XIIe siècle on a en 1149-52 la première trace écrite de Nauders sous la forme « Nuders » Moyen âge  dans les archives du monastère de Marienberg. Le barrage de Nauders a été construit par Franz Scholl, spécialiste des fortifications défensives, en 1834.

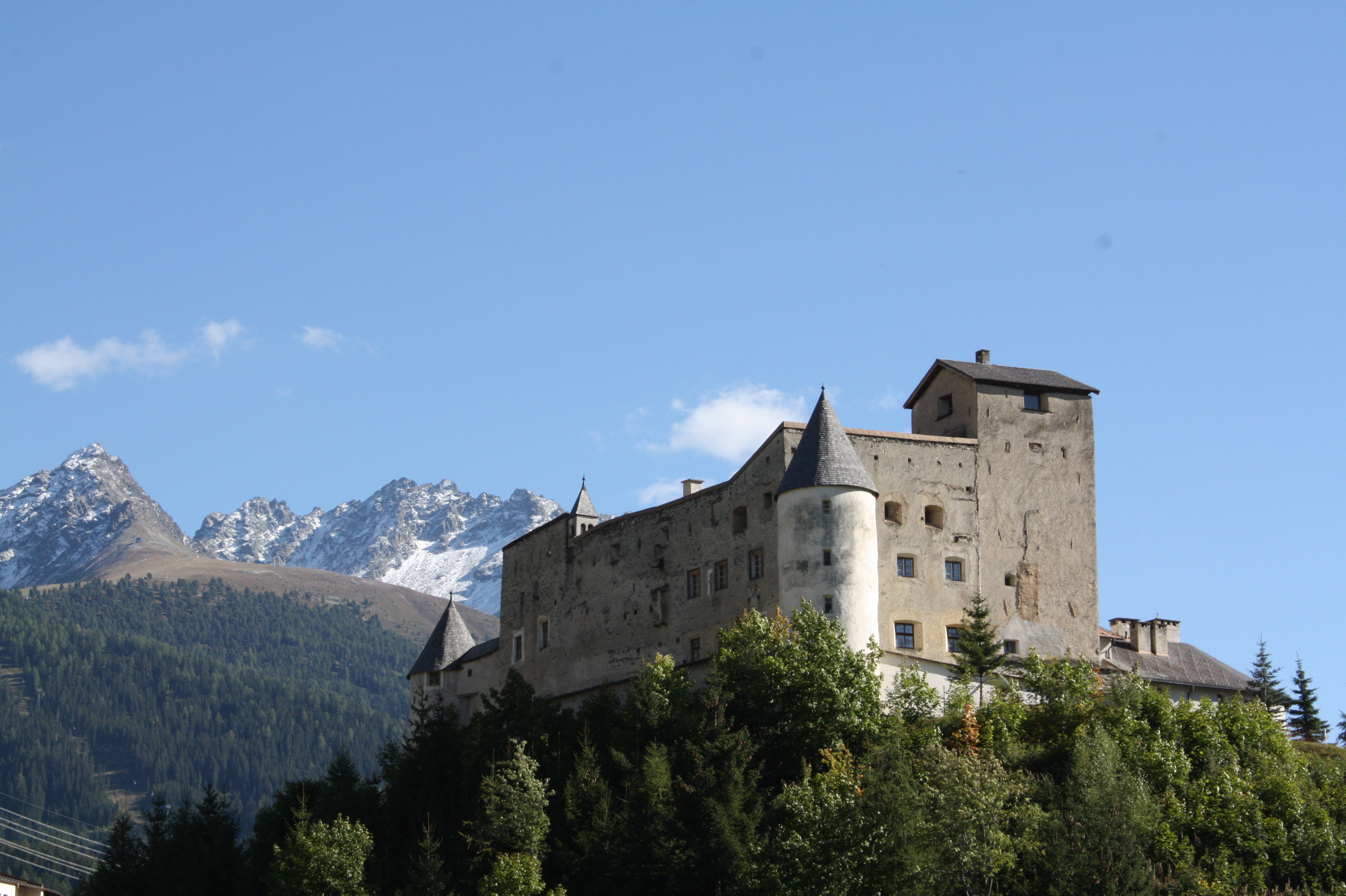
Château de Nauders
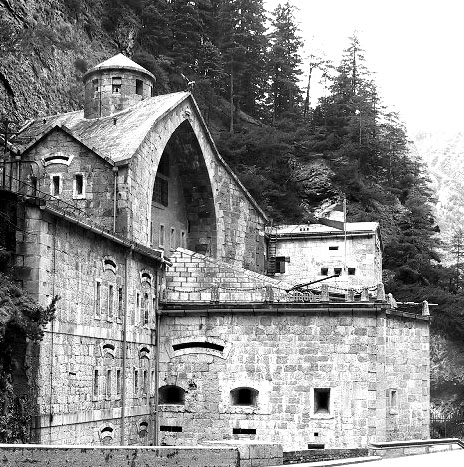
Barrage de Nauders au sud

## Sources et bibliographie
- (de) Cet article est partiellement ou en totalité issu de l’article de Wikipédia en allemand intitulé « Nauders » (voir la liste des auteurs).